# Jarrett Allen
Jarrett Allen (Round Rock, Texas, 21 de abril de 1998) es un baloncestista estadounidense que pertenece a la plantilla de los Cleveland Cavaliers de la NBA. Con 2,06 metros de estatura, juega en la posición de pívot.

## Trayectoria deportiva

### Instituto
Asistió en su etapa de instituto al  St. Stephen's Episcopal School en Austin, Texas, donde ayudó a conseguir dos campeonatos estatales. En su última temporada promedió 20 puntos, 13 rebotes y 5 tapones por partido. Disputó los prestigiosos partidos Nike Hoop Summit y McDonald's All-American Game en 2016.

### Universidad
En marzo de 2016 anunció que continuaría su carrera en los Longhorns de la Universidad de Texas. Jugó una única temporada, en la que promedió 13,4 puntos, 8,5 rebotes y 1,5 tapones por partido, Fue incluido en el tercer mejor quinteto de la Big 12 Conference y en el mejor quinteto de debutantes de la conferencia.
Al término de su primera temporada como universitario, anunció que renunciaba a los tres años que le quedaban para terminar la carrera para presentarse al Draft de la NBA.

#### Estadísticas
| Año     | Equipo | PJ | PT | MPP  | %TC  | %3P  | %TL  | RPP | APP | ROB | TPP | PPP  |
| ------- | ------ | -- | -- | ---- | ---- | ---- | ---- | --- | --- | --- | --- | ---- |
| 2016–17 | Texas  | 33 | 33 | 32.2 | .566 | .000 | .564 | 8.5 | .8  | .6  | 1.5 | 13.4 |

### Profesional

#### Brooklyn Nets
Fue elegido en la vigésimo segunda posición del Draft de la NBA de 2017 por los Brooklyn Nets. Debutó como profesional el 20 de octubre ante Orlando Magic, logrando 9 puntos y 2 rebotes.
El 17 de noviembre de 2018, anota 24 puntos y captura 11 rebotes ante Los Angeles Clippers. El 16 de enero de 2019, anota 20 puntos y captura 24 rebotes ante Houston Rockets.

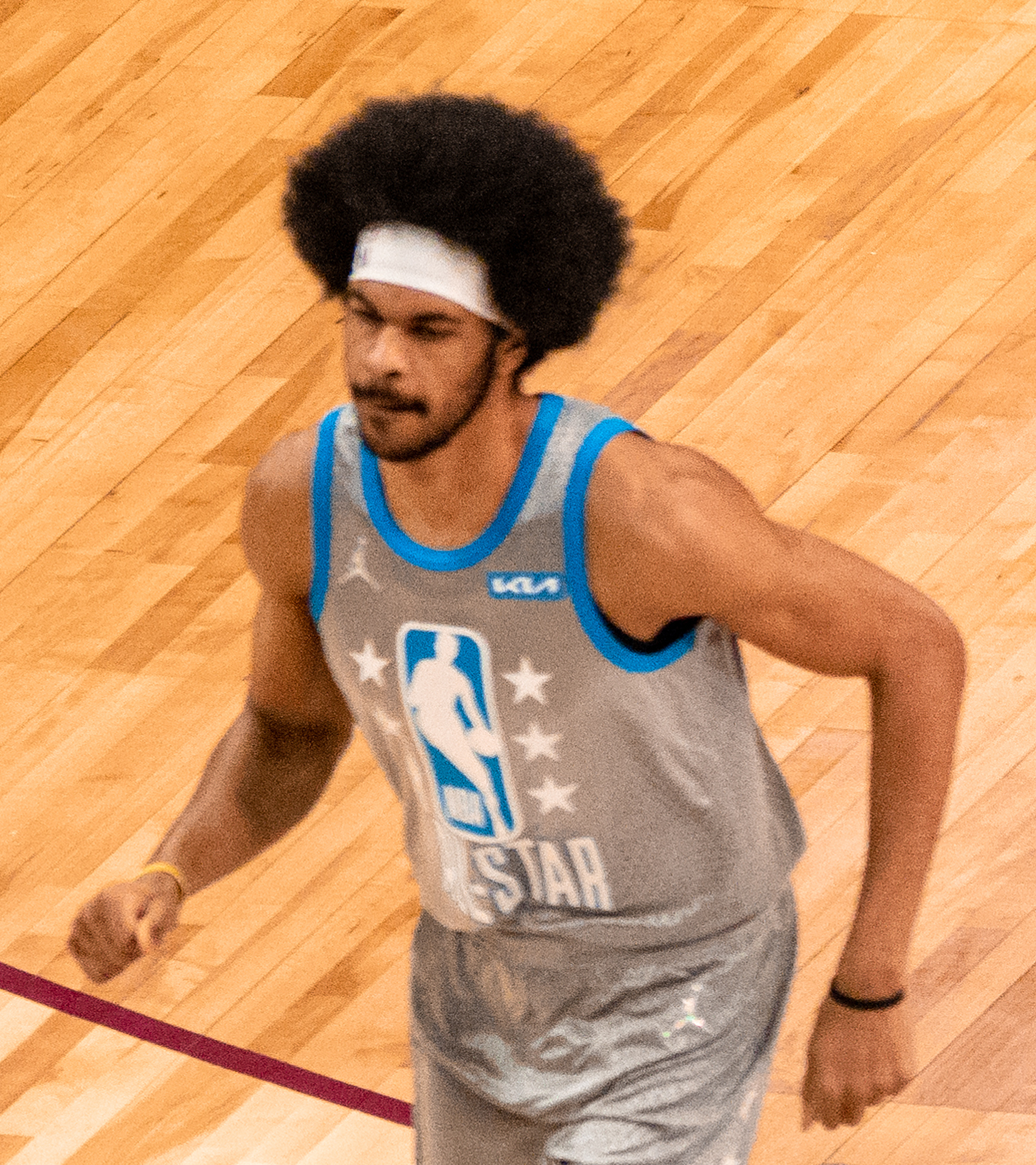
Allen en el All-Star Game de la NBA 2022.

#### Cleveland Cavaliers
En el desarrollo de su cuarta temporada en Brooklyn, el 13 de enero de 2021, es traspasado a Cleveland Cavaliers en un acuerdo que involucra a cuatro equipos.
El 2 de agosto de 2021, acuerda una extensión de contrato con los Cavs por $100 millones y 5 años.
Ya en su segunda temporada en Cleveland, el 4 de febrero de 2022, ante Charlotte Hornets, anota 29 puntos y captura 22 rebotes. El 14 de febrero, se anunció su participación en el All-Star Game de la NBA 2022 como reemplazo de James Harden, siendo la primera nominación de su carrera.
Durante su cuarto año con los Cavs, el 27 de diciembre de 2023 ante Dallas Mavericks, anota 24 puntos y captura 23 rebotes. En el siguiente encuentro consigue 30 puntos y 12 rebotes ante Milwaukee Bucks. El 8 de marzo de 2024 consigue su mejor marca anotadora con 33 puntos, además de 18 rebotes ante Minnesota Timberwolves.
En agosto de 2024 acuerda una extensión de contrato con los Cavs por tres temporadas y $91 millones. Al término de la temporada regular finalizó como el jugador con mejor porcentaje en tiros de campo de la liga (70,6%).

## Selección nacional
Allen fue parte del combinado nacional de Estados Unidos Sub-18 que ganó la medalla de oro en el Campeonato FIBA Américas de 2016 disputado  en Valdivia, Chile.

## Estadísticas de su carrera en la NBA
|  | Líder de la liga |

### Temporada regular
| Año      | Equipo    | PJ  | PT  | MPP  | %TC  | %3P  | %TL  | RPP  | APP | ROB | TPP | PPP  |
| -------- | --------- | --- | --- | ---- | ---- | ---- | ---- | ---- | --- | --- | --- | ---- |
| 2017-18  | Brooklyn  | 72  | 31  | 20.0 | .589 | .333 | .776 | 5.4  | .7  | .4  | 1.2 | 8.2  |
| 2018-19  | Brooklyn  | 80  | 80  | 26.2 | .590 | .133 | .709 | 8.4  | 1.4 | .5  | 1.5 | 10.9 |
| 2019-20  | Brooklyn  | 70  | 64  | 26.5 | .649 | .000 | .633 | 9.6  | 1.6 | .6  | 1.3 | 11.1 |
| 2020-21  | Brooklyn  | 12  | 5   | 26.7 | .677 | –    | .754 | 10.4 | 1.7 | .6  | 1.6 | 11.2 |
| 2020-21  | Cleveland | 51  | 40  | 30.3 | .609 | .316 | .690 | 9.9  | 1.7 | .5  | 1.4 | 13.2 |
| 2021-22  | Cleveland | 56  | 56  | 32.3 | .677 | .100 | .708 | 10.8 | 1.6 | .8  | 1.3 | 16.1 |
| 2022-23  | Cleveland | 68  | 68  | 32.6 | .644 | .100 | .733 | 9.8  | 1.7 | .8  | 1.2 | 14.3 |
| 2023-24  | Cleveland | 77  | 77  | 31.7 | .634 | .000 | .742 | 10.5 | 2.7 | .7  | 1.1 | 16.5 |
| Total    | Total     | 486 | 421 | 28.2 | .630 | .171 | .711 | 9.1  | 1.6 | .6  | 1.3 | 12.7 |
| All-Star | All-Star  | 1   | 0   | 24.0 | .833 | .000 | –    | 9.0  | 1.0 | 1.0 | 2.0 | 10.0 |

### Playoffs
| Año   | Equipo    | PJ | PT | MPP  | %TC  | %3P | %TL  | RPP  | APP | ROB | TPP | PPP  |
| ----- | --------- | -- | -- | ---- | ---- | --- | ---- | ---- | --- | --- | --- | ---- |
| 2019  | Brooklyn  | 5  | 5  | 22.0 | .594 | —   | .850 | 6.8  | 2.2 | .6  | .6  | 11.0 |
| 2020  | Brooklyn  | 4  | 4  | 33.1 | .583 | —   | .813 | 14.8 | 2.3 | .5  | 1.8 | 10.3 |
| 2023  | Cleveland | 5  | 5  | 38.1 | .611 | —   | .500 | 7.4  | 2.4 | .8  | 1.0 | 9.4  |
| 2024  | Cleveland | 4  | 4  | 31.7 | .676 | —   | .692 | 13.8 | 1.3 | 1.3 | 1.0 | 17.0 |
| Total | Total     | 18 | 18 | 31.1 | .620 | —   | .750 | 10.3 | 2.1 | .8  | 1.1 | 11.7 |